# Kanton Carnières
Der Kanton Carnières ist ein ehemaliger, bis 2015 bestehender französischer Wahlkreis im Arrondissement Cambrai, im Département Nord und in der Region Nord-Pas-de-Calais; sein Hauptort war Carnières. Vertreterin im Generalrat des Departements war ab 2004 Delphine Bataille (PS).
Der Kanton Carnières hatte im Jahr 2012 18.959 Einwohner.

## Gemeinden
Der Kanton bestand aus 15 Gemeinden:
| Gemeinde                  | Einwohner Jahr | Fläche km² | Bevölkerungsdichte | Code INSEE | Postleitzahl |
| ------------------------- | -------------- | ---------- | ------------------ | ---------- | ------------ |
| Avesnes-les-Aubert        | 3.607 (2013)   | 9,01       | 400 Einw./km²      | 59037      | 59129        |
| Beauvois-en-Cambrésis     | 2.132 (2013)   | 3,52       | 606 Einw./km²      | 59063      | 59157        |
| Béthencourt               | 775 (2013)     | 5,15       | 150 Einw./km²      | 59075      | 59540        |
| Bévillers                 | 535 (2013)     | 4,79       | 112 Einw./km²      | 59081      | 59217        |
| Boussières-en-Cambrésis   | 420 (2013)     | 4,82       | 87 Einw./km²       | 59102      | 59217        |
| Carnières                 | 1.078 (2013)   | 8,13       | 133 Einw./km²      | 59132      | 59217        |
| Cattenières               | 674 (2013)     | 5,4        | 125 Einw./km²      | 59138      | 59217        |
| Estourmel                 | 451 (2013)     | 5,45       | 83 Einw./km²       | 59213      | 59400        |
| Fontaine-au-Pire          | 1.196 (2013)   | 7,57       | 158 Einw./km²      | 59243      | 59157        |
| Quiévy                    | 1.783 (2013)   | 6,86       | 260 Einw./km²      | 59485      | 59277        |
| Rieux-en-Cambrésis        | 1.504 (2013)   | 7,66       | 196 Einw./km²      | 59502      | 59188        |
| Saint-Aubert              | 1.567 (2013)   | 8,12       | 193 Einw./km²      | 59528      | 59188        |
| Saint-Hilaire-lez-Cambrai | 1.657 (2013)   | 6,41       | 259 Einw./km²      | 59533      | 59292        |
| Villers-en-Cauchies       | 1.259 (2013)   | 8,94       | 141 Einw./km²      | 59622      | 59188        |
| Wambaix                   | 345 (2013)     | 6,17       | 56 Einw./km²       | 59635      | 59400        |